# Streymin-Brücke

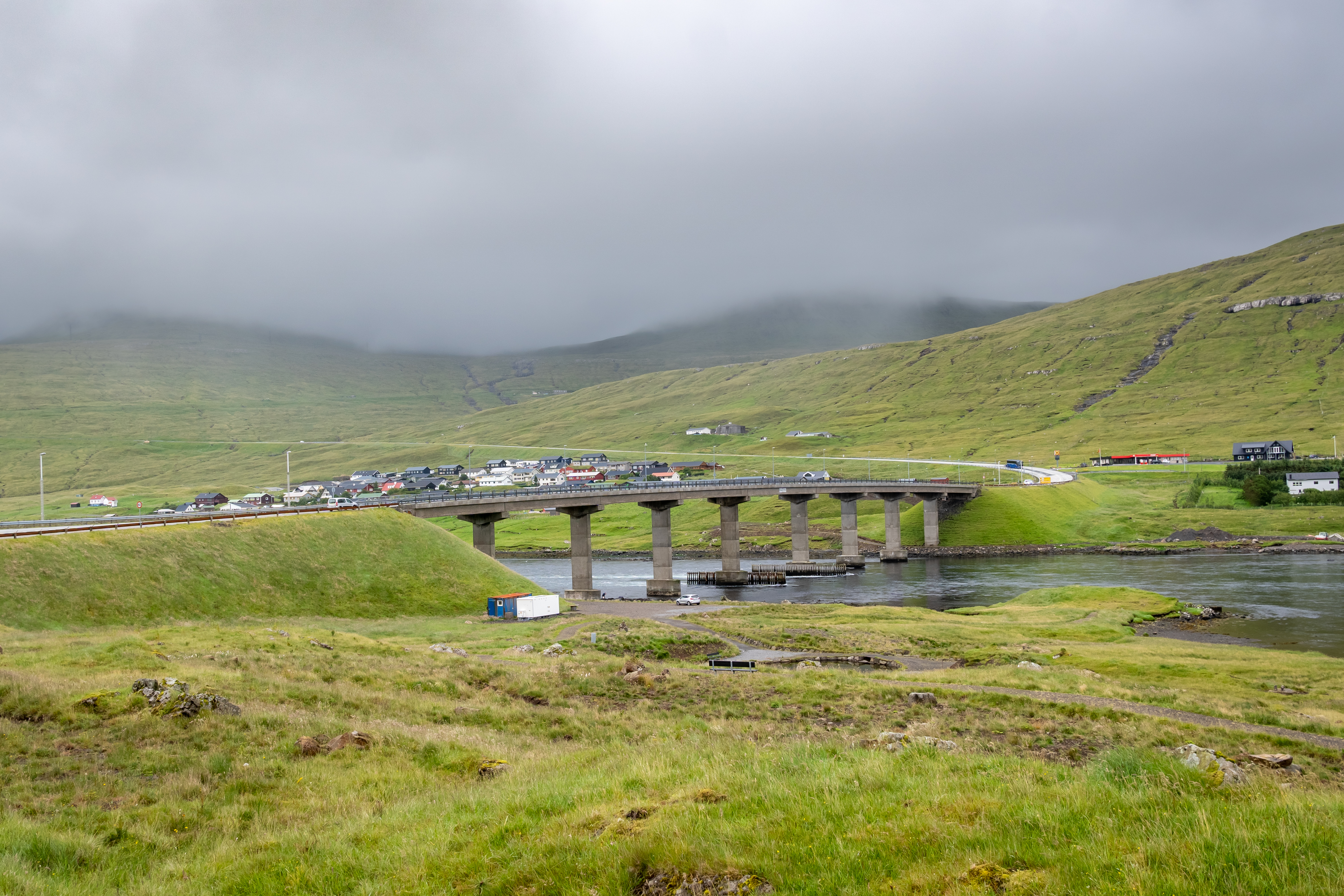
Die Streymin-Brücke verbindet die beiden größten und einwohnerreichsten Inseln der Färöer: Streymoy im Westen und Eysturoy im Osten

Die Streymin-Brücke (färöisch: Brúgvin um Streymin) ist eine wichtige Straßenbrücke auf den Färöer-Inseln. Das 220 Meter lange und 17 Meter hohe Bauwerk verbindet die beiden größten und bevölkerungsreichsten Inseln Streymoy im Westen und Eysturoy im Osten und überquert dabei die Sundini-Meerenge an ihrer schmalsten Stelle. Es ist die einzige Verbindung dieser Art zwischen zwei Inseln auf den Färöern; der Verkehr verläuft sonst durch unter dem Meer verlaufende Tunnel, über Dämme oder Fährverbindungen. Die Brücke wird auf den Färöern auch als „Brücke über den Atlantik“ bezeichnet.

## Standort

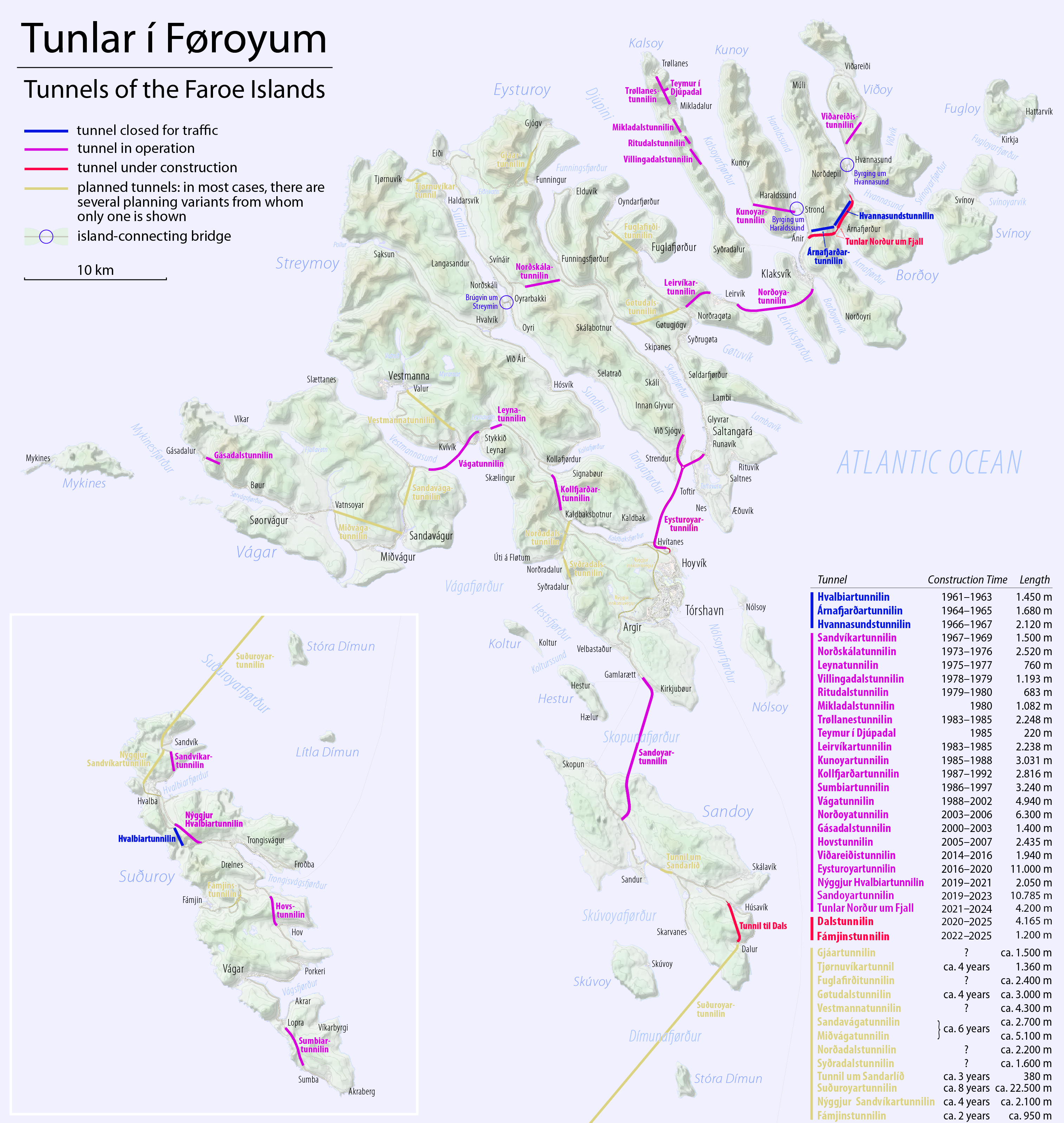
Lage der Streymin-Brücke (auf der Karte als Brúgvin um Streymin bezeichnet) und deren Anbindung an das Verkehrsnetz der Färöer

Die Brücke befindet sich zwischen den Orten Nesvík auf Streymoy und zwischen Norðskáli und Oyrarbakki auf Eysturoy. Sie ist Teil der Nationalstraße 10, die von der färöischen Hauptstadt Tórshavn nach Klaksvík führt, und gilt als Hauptverkehrsstraße der Färöer-Inseln. Auf beiden Seiten der Sundini-Meerenge gibt es Straßenkreuzungen mit Straßen nach Eiði, Tjørnuvík, Oyri und den dazwischen liegenden Dörfern. Mehrere Geschäfte und die Grundschule der Region haben sich rund um diesen Verkehrsknotenpunkt angesiedelt. Abgesehen von der überregionalen Bedeutung ist die Brücke eine wichtige Verbindung innerhalb der Gemeinde Sunda, die sich auf beiden Seiten der Sundini-Meerenge erstreckt.

## Geschichte
Der Bau der Brücke begann 1970; ausführendes Unternehmen war E. Pihl & Søn A.S. Offiziell eröffnet wurde sie am 30. Oktober 1973. In den ersten drei Jahren nach der Eröffnung verband die Brücke lediglich Streymoy mit der westlichen Hälfte Eysturoys. Erst im August 1976, als der Norðskálatunnel eröffnet wurde, erhielt die Brücke einen wirklich interregionalen Charakter, da dieser Tunnel das westliche Eysturoy mit dem östlichen Straßennetz von Eysturoy verband. Die Eröffnung dieses 2,5 Kilometer langen Tunnels zwischen Oyrarbakki und Skálabotnur führte unmittelbar zu einer erheblichen Umstrukturierung des öffentlichen Verkehrs, einschließlich der Verbindungen zwischen Streymoy und Eysturoy. Nach der Eröffnung der Streymin-Brücke im Jahr 1973 verkehrte noch einige Jahre lang stündlich eine Autofähre mit dem Namen Sundaferjan über die Sundini-Meerenge von Hósvík nach Selatrað, die jedoch einige Zeit nach der Eröffnung des neuen Straßentunnels eingestellt wurde. Ab 1976 gab es durchgehende Busverbindungen von Tórshavn über die neue Brücke und durch den neuen Tunnel zu den östlichen Eysturoy-Gemeinden, einschließlich Runavík und Toftir sowie Fuglafjørður und Leirvik für die Fähre nach Klaksvík. Die direkte Fährverbindung zwischen Klaksvík und Tórshavn wurde weitgehend eingestellt; die Fähre Tórshavn–Toftir–Strendur verkehrte nur noch zu den Hauptverkehrszeiten und stellte 2002 den Betrieb ganz ein.
Im Zuge der Bauarbeiten wurde die Meerenge unter der Brücke ausgebaggert und auf 4 Meter (bei mittlerem Wasserstand) vertieft, um Schiffen mit größerem Tiefgang den Zugang zu ermöglichen. Die Durchfahrtshöhe beträgt 17 m. Die Brücke hat zwei Fahrspuren für Autos. Im Jahr 2011 wurde sie umfassend renoviert und um Fuß- und Radwege erweitert.

## Bedeutung ab 2020
Im Jahr 2013 betrug das tägliche Verkehrsaufkommen über die Streymin-Brücke rund 4500 Fahrzeuge. Die Bedeutung der Streymin-Brücke als Teil der Hauptverkehrsachse zwischen den beiden größten Städten der Färöer-Inseln, Tórshavn und Klaksvík, schwand im Dezember 2020 jedoch merklich, als mit dem unter dem Meer verlaufenden Eysturoytunnel eine zweite Straßenverbindung von Streymoy nach Eysturoy in Betrieb genommen wurde. Die Fahrzeit zwischen Tórshavn und Klaksvík reduzierte sich mit dem mautpflichtigen Tunnel um die Hälfte.
Strandfaraskip Landsins änderte ihr Busliniennetz als Reaktion auf die Eröffnung des Tunnels, wurde aber nach einigen Monaten von der Bevölkerung gedrängt, das alte Netz wiederherzustellen, so dass die Hauptlinie 400, die Klaksvík mit Tórshavn verbindet, weiterhin die alte, 30 Minuten längere Strecke nimmt. Zwischen Klaksvík und Tórshavn wurde eine Expressverbindung zur Hauptverkehrszeit (Linie 401) eingerichtet, die den Eysturoytunnel nutzt, sowie eine wesentlich häufigere „Tunnelstrecke“ (Linie 450) zwischen Tórshavn, Strendur und Toftir/Runavík, von wo aus die Linie 440 zu den Dörfern entlang des Skálafjørður-Fjords führt. Durch den Eysturoytunnel gab es im ersten mautfreien Monat nach Eröffnung ein tägliches Verkehrsaufkommen von ca. 7500 Fahrzeugen, das sich mit Einführung der Maut jedoch deutlich reduzierte. Die Tunnelbetreibergesellschaft Tunnil veröffentlicht monatliche Frequenzzahlen für alle mautpflichtigen Tunnel, wobei sich die neue Tunnelverbindung zwischen Streymoy und Eysturoy bei 3500 bis 5000 Fahrzeugen pro Tag eingependelt hat. Die Streymin-Brücke bleibt jedoch ein integraler Bestandteil des färöischen Verkehrsnetzes, wenn auch mit reduzierter Bedeutung für den täglichen Pendelverkehr zwischen Tórshavn und dem östlichen Eysturoy sowie den Nordinseln.